# FC Linköping City
Der FC Linköping City ist ein schwedischer Fußballverein aus Linköping. Der Klub ist dem Östergötlands Fotbollförbund angeschlossen.

## Geschichte
| Saison | Liga       | Level | Platz | Tore  | Diff. | Punkte |
| ------ | ---------- | ----- | ----- | ----- | ----- | ------ |
| 2013   | Division 3 | V     | 1.    |       |       |        |
| 2014   | Division 2 | IV    | 9.    | 37:46 | −9    | 31     |
| 2015   | Division 2 | IV    | 2.    | 52:35 | +17   | 47     |
| 2016   | Division 2 | IV    | 2.    | 53:24 | +29   | 56     |
| 2017   | Division 2 | IV    | 1.    | 63:18 | +45   | 67     |
| 2018   | Division 1 | III   | 9.    | 44:47 | −3    | 40     |
| 2019   | Division 1 | III   | 3.    | 61:31 | +30   | 53     |
| 2020   | Division 1 | III   | 9.    | 54:47 | +7    | 41     |
| 2021   | Division 1 | III   | 16.   | 28:88 | −60   | 16     |

Der Verein wurde 2013 durch den Zusammenschluss der Vereine FK Linköping und FC Syrianska mit dem Ziel gegründet, den Fußball in Linköping auf ein höheres Niveau zu bringen. Er nahm den Platz des FK Linköping im schwedischen Fußball-Ligasystem in der fünftklassigen Division 3 Nordöstra Götaland ein.
Bereits nach der ersten Spielzeit stieg der Klub in die viertklassige Division 2 auf. Der Aufstieg in die drittklassige Division 1 gelang 2017. Am Ende der Saison 2019 verpasste der Klub die Play-offs um den Aufstieg in die Superettan nur knapp.
Die Saison 2021 wurde von diversen Schwierigkeiten überschattet. Zu Beginn des Jahres verließen zwei Großsponsoren den Verein, was dazu führte, dass fast alle Spieler den Klub verließen. Zuvor war Trainer Khalid Neshati für ein Jahr gesperrt worden, nachdem er im Herbst 2019 in einem Ligaspiel wiederholt den Schiedsrichter beleidigt hatte. Da Neshati gegen das Verbot verstieß, musste City eine Geldstrafe zahlen. Im Spätsommer trat ein neuer Vorstand mit dem Unternehmer Gunnar Axén als Vorsitzenden sein Amt an. Am Ende der Spielzeit hatte das Team in der gesamten Saison nur vier Spiele gewonnen und wurde mit nur 16 Punkten Tabellenletzter.
Zur Spielzeit 2022 wurde Linköping City in die Division 3 Nordöstra Götaland herabgestuft. Am 18. Mai 2022 gab das Wettbewerbskomitee des schwedischen Fußballverbands bekannt, dass der FC Linköping City aus der Division 3 ausgeschlossen wurde, nachdem er zu Beginn der Saison nicht zum Spiel gegen Hvetlanda GIF angetreten war. Am 3. Juni 2022 gab Axén bekannt, dass der Vorstand beschlossen habe, den Verein aufzulösen.

### Vorgängervereine
Der FK Linköping wurde 2009 gegründet und ersetzte den Linköping FF, der 1981 aus dem Zusammenschluss der Klubs IF Saab und BK Derby hervorging.
Die Wurzeln des FC Syrianska Linköping reichten bis ins Jahr 1981 zurück, als der Klub unter diesem Namen gegründet wurde. Im Laufe des Jahres 1994 fusionierte der Verein mit der Babylon Association aus dem Linköpinger Stadtteil Lambohov zum FC S Babylon. Nach einer weiteren Fusion mit dem Team Inter zum Linköpings Internationella FK (Inter) kehrte der Verein 2003 wieder zu seinem ursprünglichen Namen FC Syrianska zurück.

## Stadion

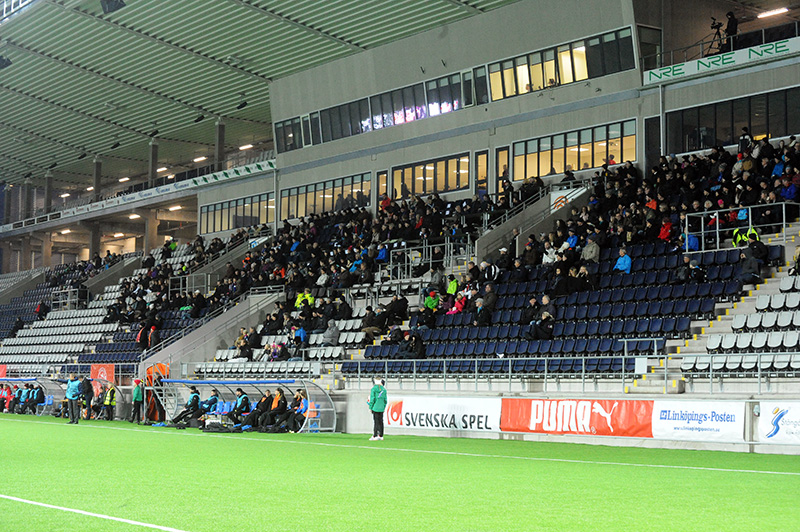
Linköpings Arena

Die Heimspiele wurden zunächst in der Folkungavallen in Linköping ausgetragen. Im Herbst 2013 wurde die Linköping Arena als neue Heimstätte bezogen. Die Spielstätte hat ein Fassungsvermögen von 7300 Personen.
Koordinaten: 58° 25′ 4,4″ N, 15° 38′ 57″ O